# Honolulu, Havaji
Honolulu je glavni i najveći grad u američkoj saveznoj državi Havaji. Broj stanovnika po popisu iz 2010. godine je 390,738.
Leži na južnoj obali otoka Oahu. Grad se pruža oko 16 km duž morske obale. Postoji sveučilište iz 1907.
U zaleđu su goleme plantaže šećerne trske i ananasa.
Istočno od grada nalazi se kupališni i turistički centar Waikiki, a oko 11 km zapadno nalazi se ratna luka Pearl Harbor.